# Amerikai labdarúgókupa
Az US Open Cup, a legidősebb labdarúgó esemény az Egyesült Államok területén. Az 1914-ben létrehozott országos kupasorozatot az Amerikai labdarúgó-szövetség szervezi és az amatőr-, a professzionális liga csapatai, valamint (a Major League Soccer 1993-as alapítása óta) a kanadai együttesek is részt vehetnek a küzdelmekben.

## Története

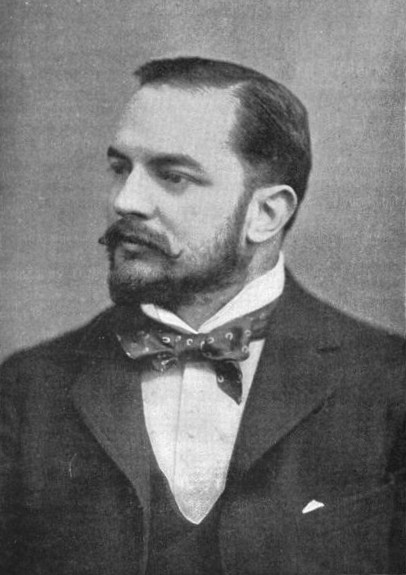
Thomas Dewar, a Dewar's whisky-főzde tulajdonosa adományozta az első serleget a kupasorozat számára.

Az Amerikai labdarúgó-szövetség létrejötte előtt az Egyesült Államokban regionális bajnokságok alkották a labdarúgás intézményét. A szövetségek nem rendeztek egymás közötti mérkőzéseket, így a csapatok nem tudtak erőfelmérést készíteni más területek egyesületeivel.
Az 1884-ben alakult AFA szervezte meg az első kieséses jellegű sorozatot (American Cup), és New Jersey, valamint New York déli területeinek csapatai be is kapcsolódtak a rendezvénybe, melyet 1885-ben rendeztek meg első alkalommal. Két éven belül Pennsylvania és Massachusetts egyesületei is csatlakoztak a sikeres kezdeményezéshez, melyet 12 éven keresztül New Jersey és Massachusetts klubjai uraltak. 1897-ben a Pennsylvania-i Philadelphia Mainz törte meg a két állam sorozatát.
1899-ben a szövetség belső viszályai miatt szüneteltették a kupát, ugyanis az AFA nem volt sem országos, sem nemzetközileg elismert szervezet, így a kupaküzdelmek független szervezethez csatolása miatt alakult ki a konfliktus. 1906-tól indult újra a rendszer és egészen 1914-ig uralták az Államok labdarúgását.
1914-ben megalakult az USFA, melyet már a FIFA is elismert, és elindította a professzionális labdarúgást az országban, valamint létrehozta a National Challenge Cup (később US Open Cup) küzdelmeit, melyet közös szervezésben bonyolítottak le a fél-profi American Cup-al. Természetesen az amatőr csapatok nem tudtak lépést tartani a profi klubokkal, és 1924-ben megszűnt.

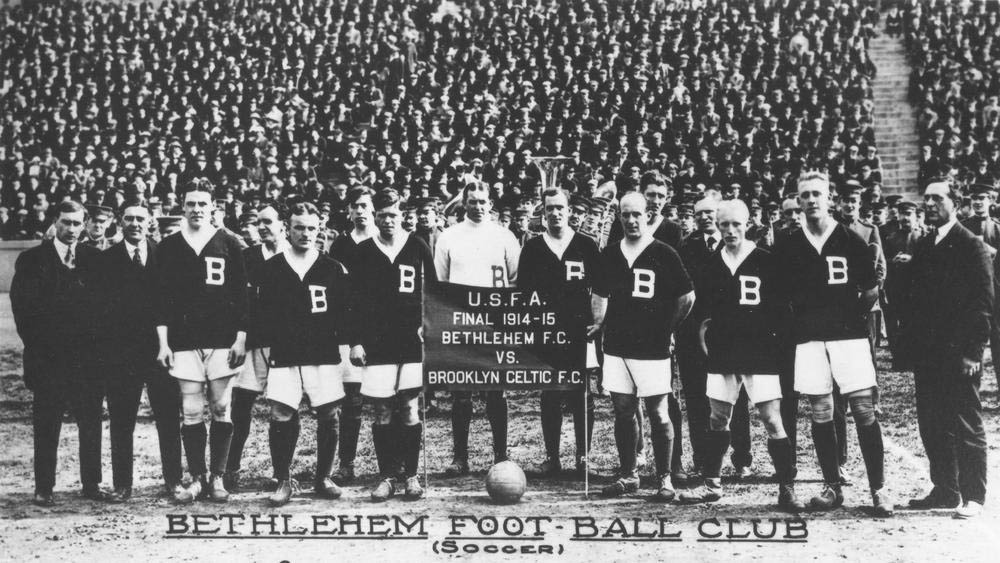
A Bethlehem Steel 5 alkalommal vihette haza a serleget.

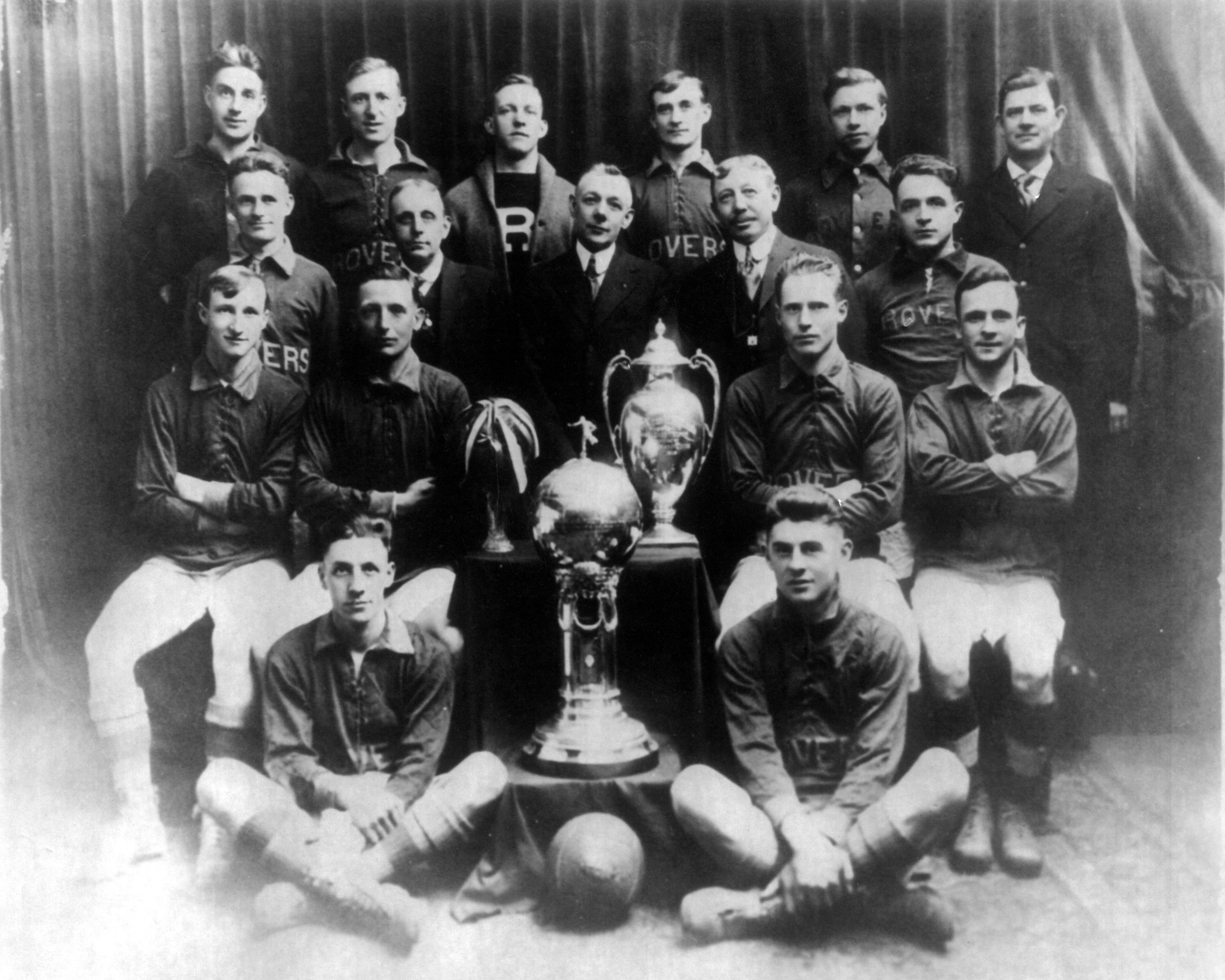
Az 1917-es kupagyőztes Fall River Rovers csapata.

A National Challenge Cup azóta az ország egész területére és ligájára kiterjesztette határait és az Egyesült Államok összes hivatalos labdarúgó szervezetének csapatai szerepelhetnek az évente megrendezendő eseményen.

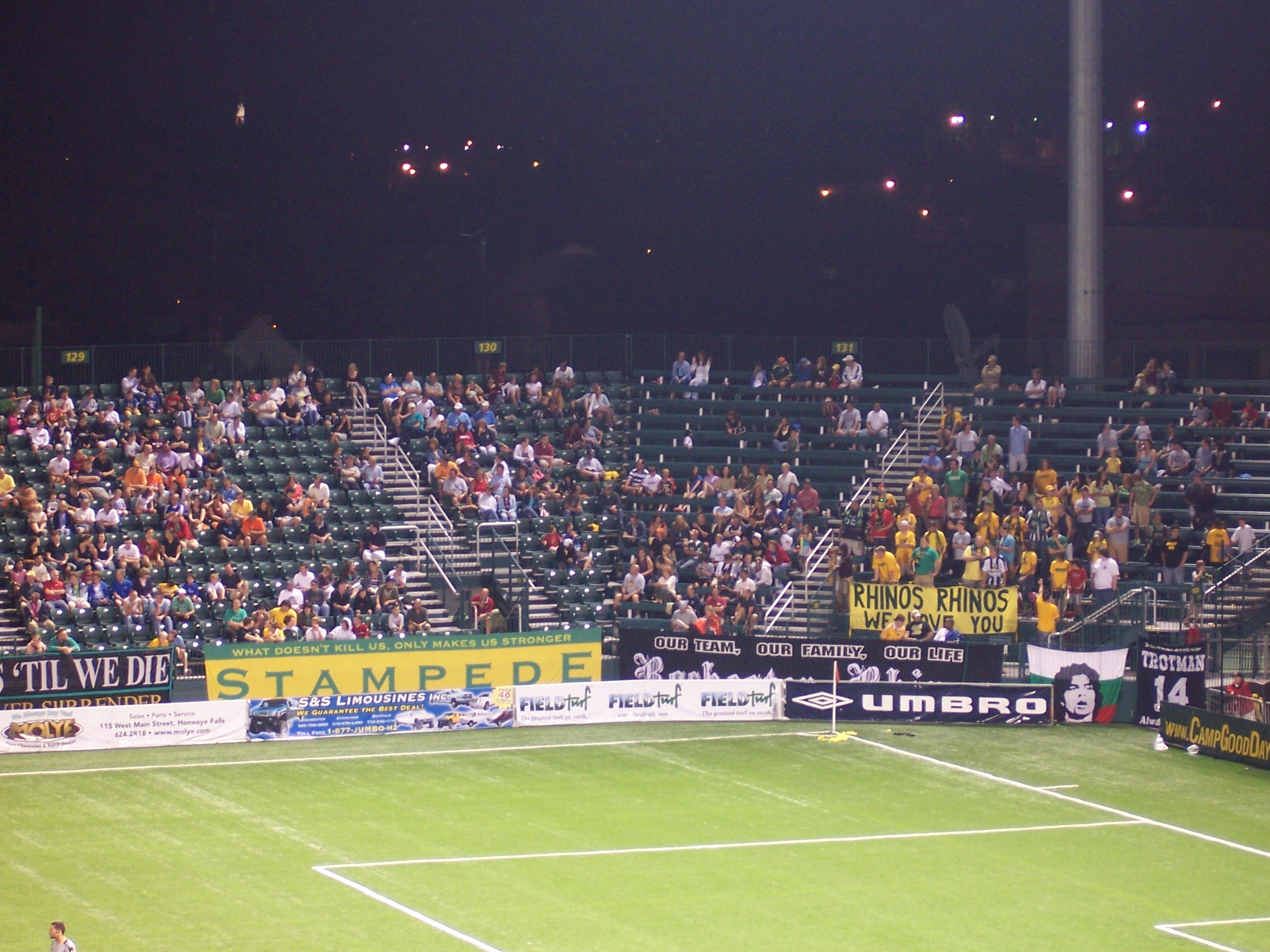
Utoljára a Rochester Rhinos nyert, nem MLS csapatként trófeát, 1999-ben. A képen szurkolóik egy csoportja.

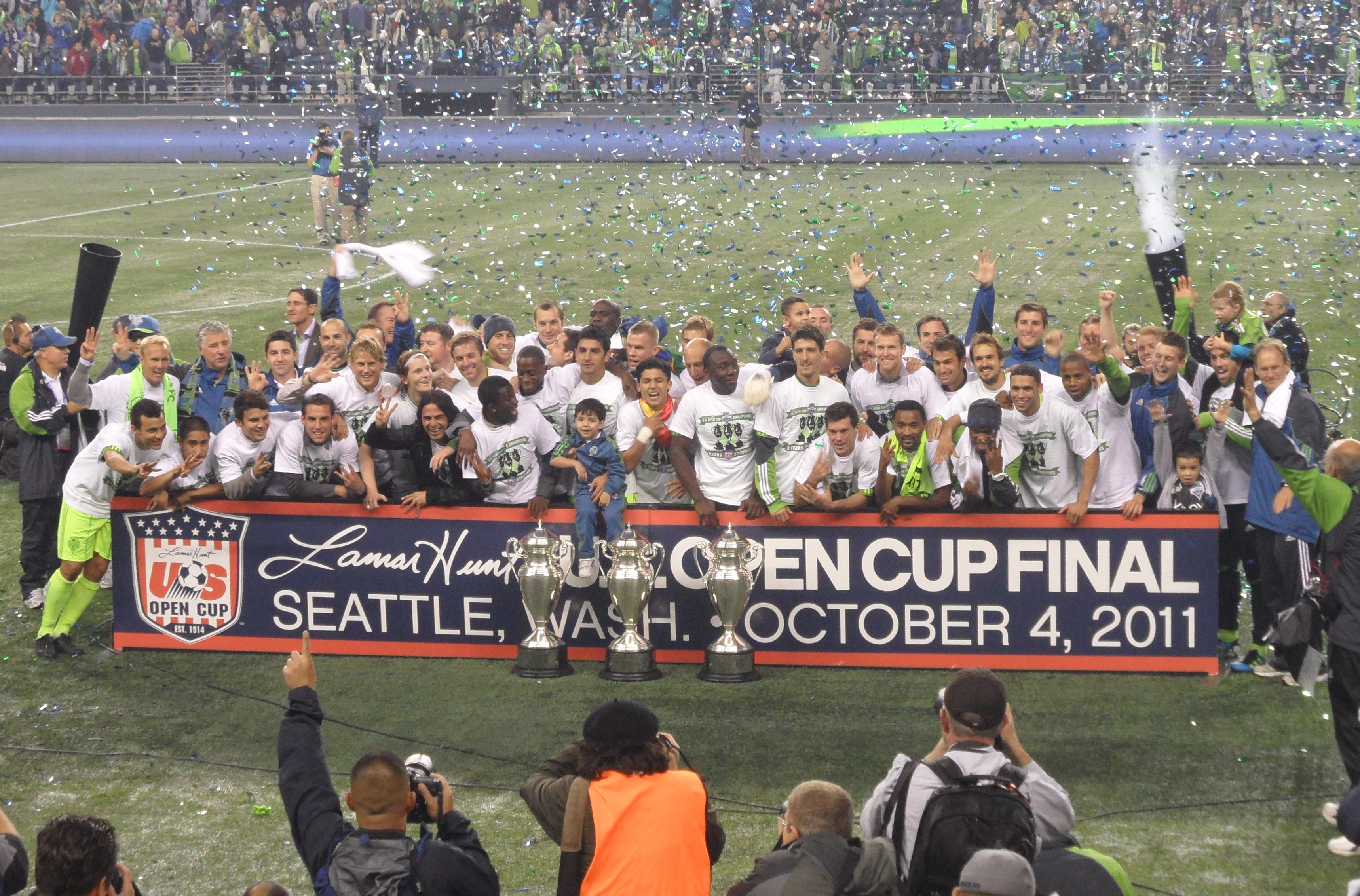
2011 a Seattle Sounders éve volt.

## Eddigi győztesek
| Év   | Csapat                                      | Település                                   | Liga                                        |
| ---- | ------------------------------------------- | ------------------------------------------- | ------------------------------------------- |
| 1914 | Brooklyn Field Club (1)                     | New York                                    | NAFBL                                       |
| 1915 | Bethlehem Steel (1)                         | Bethlehem                                   | -                                           |
| 1916 | Bethlehem Steel (2)                         | Bethlehem                                   | -                                           |
| 1917 | Fall River Rovers (1)                       | Fall River                                  | SNESL                                       |
| 1918 | Bethlehem Steel (3)                         | Bethlehem                                   | NAFBL                                       |
| 1919 | Bethlehem Steel (4)                         | Bethlehem                                   | NAFBL                                       |
| 1920 | St. Louis Ben Millers (1)                   | St. Louis                                   | SLSL                                        |
| 1921 | Brooklyn Robins Dry Dock (1)                | New York                                    | NAFBL                                       |
| 1922 | St. Louis Scullin Steel (1)                 | St. Louis                                   | SLSL                                        |
| 1923 | Paterson (1)                                | Paterson                                    | ASL                                         |
| 1924 | Fall River FC (1)                           | Fall River                                  | ASL                                         |
| 1925 | Shawsheen Indians (1)                       | Andover                                     | ASL                                         |
| 1926 | Bethlehem Steel (5)                         | Bethlehem                                   | ASL                                         |
| 1927 | Fall River FC (2)                           | Fall River                                  | ASL                                         |
| 1928 | New York Nationals (1)                      | New York                                    | ASL                                         |
| 1929 | New York Hakoah (1)                         | New York                                    | EPSL                                        |
| 1930 | Fall River FC (3)                           | Fall River                                  | ASL                                         |
| 1931 | Fall River FC (4)                           | Fall River                                  | ASL                                         |
| 1932 | New Bedford Whalers (1)                     | New Bedford                                 | ASL                                         |
| 1933 | St. Louis Stix, Baer and Fuller (1)         | St. Louis                                   | SLSL                                        |
| 1934 | St. Louis Stix, Baer and Fuller (2)         | St. Louis                                   | SLSL                                        |
| 1935 | St. Louis Central Breweries (1)             | St. Louis                                   | SLSL                                        |
| 1936 | Philadelphia German-American (1)            | Philadelphia                                | ASL                                         |
| 1937 | New York Americans (1)                      | New York                                    | ASL                                         |
| 1938 | Chicago Sparta (1)                          | Chicago                                     | NSL                                         |
| 1939 | Brooklyn Celtic (1)                         | New York                                    | ASL                                         |
| 1940 | Baltimore Americans (1)                     | Baltimore                                   | ASL                                         |
| 1941 | Pawtucket (1)                               | Pawtucket                                   | ASL                                         |
| 1942 | Pittsburgh Gallatin (1)                     | Pittsburgh                                  | -                                           |
| 1943 | Brooklyn Hispano (1)                        | New York                                    | ASL                                         |
| 1944 | Brooklyn Hispano (2)                        | New York                                    | ASL                                         |
| 1945 | New York Brookhattan (1)                    | New York                                    | ASL                                         |
| 1946 | Chicago Vikings (1)                         | Chicago                                     | NASFL                                       |
| 1947 | Ponta Delgada (1)                           | Fall River                                  | NSL                                         |
| 1948 | St. Louis Simpkins-Ford (1)                 | St. Louis                                   | SLSL                                        |
| 1949 | Morgan (1)                                  | Pittsburgh                                  | -                                           |
| 1950 | St. Louis Simpkins-Ford (2)                 | St. Louis                                   | SLSL                                        |
| 1951 | New York German-Hungarian (1)               | New York                                    | GAL                                         |
| 1952 | Harmarville Hurricanes (1)                  | Pittsburgh                                  | -                                           |
| 1953 | Chicago Falcons (1)                         | Chicago                                     | NSL                                         |
| 1954 | New York Americans (1)                      | New York                                    | ASL                                         |
| 1955 | Eintracht Astoria (1)                       | New York                                    | GAL                                         |
| 1956 | Harmarville Hurricanes (2)                  | Pittsburgh                                  | -                                           |
| 1957 | St. Louis Kutis (1)                         | St. Louis                                   | SLSL                                        |
| 1958 | Los Angeles Kickers (1)                     | Los Angeles                                 | -                                           |
| 1959 | McIlvaine Canvasbacks (1)                   | Los Angeles                                 | -                                           |
| 1960 | Philadelphia Ukrainian (1)                  | Philadelphia                                | ASL                                         |
| 1961 | Philadelphia Ukrainian (2)                  | Philadelphia                                | ASL                                         |
| 1962 | New York Hungaria (1)                       | New York                                    | GAL                                         |
| 1963 | Philadelphia Ukrainian (3)                  | Philadelphia                                | ASL                                         |
| 1964 | Los Angeles Kickers (2)                     | Los Angeles                                 | -                                           |
| 1965 | New York Ukrainians (1)                     | New York                                    | GAL                                         |
| 1966 | Philadelphia Ukrainian (4)                  | Philadelphia                                | ASL                                         |
| 1967 | New York Greek-American (1)                 | New York                                    | GAL                                         |
| 1968 | New York Greek-American (2)                 | New York                                    | GAL                                         |
| 1969 | New York Greek-American (3)                 | New York                                    | GAL                                         |
| 1970 | Elizabeth (1)                               | Elizabeth                                   | GAL                                         |
| 1971 | New York Hota (1)                           | New York                                    | -                                           |
| 1972 | Elizabeth (2)                               | Elizabeth                                   | GAL                                         |
| 1973 | Maccabi Los Angeles (1)                     | Los Angeles                                 | GLASL                                       |
| 1974 | New York Greek-American (4)                 | New York                                    | GAL                                         |
| 1975 | Maccabi Los Angeles (2)                     | Los Angeles                                 | GLASL                                       |
| 1976 | San Francisco Athletic (1)                  | San Francisco                               | -                                           |
| 1977 | Maccabi Los Angeles (3)                     | Los Angeles                                 | GLASL                                       |
| 1978 | Maccabi Los Angeles (4)                     | Los Angeles                                 | GLASL                                       |
| 1979 | Brooklyn Dodgers (1)                        | New York                                    | CSL                                         |
| 1980 | New York Pancyprian Freedoms (1)            | New York                                    | CSL                                         |
| 1981 | Maccabi Los Angeles (5)                     | Los Angeles                                 | GLASL                                       |
| 1982 | New York Pancyprian Freedoms (2)            | New York                                    | CSL                                         |
| 1983 | New York Pancyprian Freedoms (3)            | New York                                    | CSL                                         |
| 1984 | New York AO Krete (1)                       | New York                                    | CSL                                         |
| 1985 | San Francisco Greek-American (1)            | San Francisco                               | -                                           |
| 1986 | St. Louis Kutis (2)                         | St. Louis                                   | SLSL                                        |
| 1987 | Washington Club España (1)                  | Washington                                  | -                                           |
| 1988 | St. Louis Busch Seniors (1)                 | St. Louis                                   | -                                           |
| 1989 | St. Petersburg Kickers (1)                  | St. Petersburg                              | -                                           |
| 1990 | Chicago Eagles (1)                          | Chicago                                     | -                                           |
| 1991 | Brooklyn Italians (1)                       | New York                                    | -                                           |
| 1992 | San José Oaks (1)                           | San José                                    | SFDML                                       |
| 1993 | San Francisco CD Mexico (1)                 | San Francisco                               | SFDML                                       |
| 1994 | San Francisco Greek-American (2)            | San Francisco                               | SFDML                                       |
| 1995 | Richmond Kickers (1)                        | Richmond                                    | USISL                                       |
| 1996 | DC United (1)                               | Washington                                  | MLS                                         |
| 1997 | Dallas Burn (1)                             | Dallas                                      | MLS                                         |
| 1998 | Chicago Fire (1)                            | Chicago                                     | MLS                                         |
| 1999 | Rochester Rhinos (1)                        | Rochester                                   | A-League                                    |
| 2000 | Chicago Fire (2)                            | Chicago                                     | MLS                                         |
| 2001 | Los Angeles Galaxy (1)                      | Los Angeles                                 | MLS                                         |
| 2002 | Columbus Crew (1)                           | Columbus                                    | MLS                                         |
| 2003 | Chicago Fire (3)                            | Chicago                                     | MLS                                         |
| 2004 | Kansas City Wizards (1)                     | Kansas City                                 | MLS                                         |
| 2005 | Los Angeles Galaxy (2)                      | Los Angeles                                 | MLS                                         |
| 2006 | Chicago Fire (4)                            | Chicago                                     | MLS                                         |
| 2007 | New England Revolution (1)                  | Foxborough                                  | MLS                                         |
| 2008 | DC United (2)                               | Washington                                  | MLS                                         |
| 2009 | Seattle Sounders (1)                        | Seattle                                     | MLS                                         |
| 2010 | Seattle Sounders (2)                        | Seattle                                     | MLS                                         |
| 2011 | Seattle Sounders (3)                        | Seattle                                     | MLS                                         |
| 2012 | Sporting Kansas City (2)                    | Kansas City                                 | MLS                                         |
| 2013 | DC United (3)                               | Washington                                  | MLS                                         |
| 2014 | Seattle Sounders (4)                        | Seattle                                     | MLS                                         |
| 2015 | Sporting Kansas City (3)                    | Kansas City                                 | MLS                                         |
| 2016 | FC Dallas (2)                               | Seattle                                     | MLS                                         |
| 2017 | Sporting Kansas City (4)                    | Kansas City                                 | MLS                                         |
| 2018 | Houston Dynamo (1)                          | Houston                                     | MLS                                         |
| 2019 | Atlanta United (1)                          | Atlanta                                     | MLS                                         |
| 2020 | Nem rendezték meg a Covid19-pandémia miatt. | Nem rendezték meg a Covid19-pandémia miatt. | Nem rendezték meg a Covid19-pandémia miatt. |
| 2021 | Nem rendezték meg a Covid19-pandémia miatt. | Nem rendezték meg a Covid19-pandémia miatt. | Nem rendezték meg a Covid19-pandémia miatt. |
| 2022 | Orlando City (1)                            | Orlando                                     | MLS                                         |

## Települések rangsora
| Település      | Cím | Csapat |
| -------------- | --- | --- |
| New York       | 26  | Brooklyn Celtic, Brooklyn Dodgers, Brooklyn Field Club, Brooklyn Hispano, Brooklyn Italians, Brooklyn Robins Dry Dock, Eintracht Astoria, New York Americans, New York AO Krete, New York Brookhattan, New York German-Hungarian, New York Greek-American, New York Hakoah, New York Hota, New York Hungaria, New York Nationals, New York Pancyprian Freedoms, New York Ukrainians |
| Los Angeles    | 15  | Los Angeles Galaxy, Los Angeles Kickers, Maccabi Los Angeles, McIlvaine Canvasbacks |
| St. Louis      | 11  | St. Louis Scullin Steel, St. Louis Ben Millers, St. Louis Busch Seniors, St. Louis Central Breweries, St. Louis Kutis, St. Louis Simpkins-Ford, St. Louis Stix, Baer and Fuller |
| Chicago        | 8   | Chicago Eagles, Chicago Falcons, Chicago Fire, Chicago Sparta, Chicago Vikings |
| Fall River     | 6   | Fall River, Fall River FC, Fall River Rovers, Ponta Delgada |
| Bethlehem      | 5   | Bethlehem Steel |
| Philadelphia   | 5   | Philadelphia Ukrainian, Philadelphia German-Americans |
| Pittsburgh     | 4   | Morgan, Pittsburgh Gallatin, Pittsburgh Hamarville |
| San Francisco  | 4   | San Francisco Athletic, San Francisco CD Mexico, San Francisco Greek-American |
| Seattle        | 4   | Seattle Sounders |
| Washington     | 4   | DC United, Washington Club España |
| Kansas City    | 4   | Kansas City Wizards, Sporting Kansas City |
| Dallas         | 2   | Dallas Burn, FC Dallas |
| Elizabeth      | 2   | Elizabeth |
| Andover        | 1   | Shawsheen Indians |
| Atlanta        | 1   | Atlanta United |
| Baltimore      | 1   | Baltimore Americans |
| Columbus       | 1   | Columbus Crew |
| Foxborough     | 1   | New England Revolution |
| Houston        | 1   | Houston Dynamo |
| New Bedford    | 1   | New Bedford Whalers |
| Paterson       | 1   | Paterson |
| Pawtucket      | 1   | Pawtucket |
| Richmond       | 1   | Richmond Kickers |
| Rochester      | 1   | Rochester Rhinos |
| San José       | 1   | San José Oaks |
| St. Petersburg | 1   | St. Petersburg Kickers |